# Petra Ericsson
Petra Ericsson, född 1 juni 1973, är en svensk bågskytt. Hon deltog vid olympiska sommarspelen 2000.